# Wilhelm von Wymetal (Regisseur)

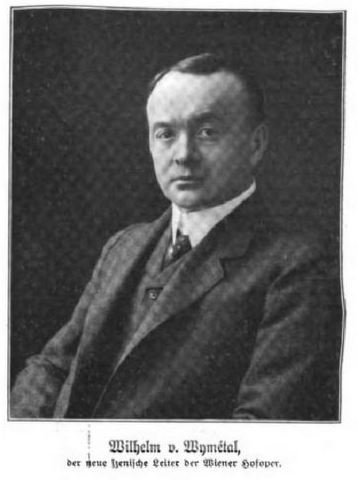
Wilhelm von Wymetal

Wilhelm Ritter von Wymetal (13. November 1863 in Rabenstein – 8. November 1937 in Wien) war ein österreichischer Schauspieler und Regisseur.

## Leben und Werk
Wymetal kam als Sohn des gleichnamigen Vaters, eines Angestellten der Hofbibliothek und angeblich von Maria Engelbrecht auf die Welt. Wymetal begann seine Theaterlaufbahn 1889 als Schauspieler in Pressburg, wechselte 1890 ans Berliner Residenztheater, war ab 1892 in Brünn und von 1896 bis 1905 in Prag engagiert. Dort arbeitete er auch erstmals als Spielleiter. Es folgten Engagements als Oberregisseur in Köln und Leipzig. Von 1908 bis 22 war Wymetal an der Wiener Hofoper verpflichtet, der späteren Staatsoper. Er inszenierte dort unter anderem 1909 Wagners Meistersinger von Nürnberg, 1910 dessen Götterdämmerung sowie die Wiener Erstaufführungen des Parsifal (1914) und von Janáčeks Jenůfa (1918). Sowohl Götterdämmerung, als auch Parsifal waren höchst prominent besetzt: Im Schlussteil der Ring-Tetralogie sangen Richard Mayr (Hagen), Friedrich Weidemann, (Gunther), Alexander Haydter (Alberich) und Erik Schmedes (Siegfried) sowie die Damen Anna Mildenburg (Brünnhilde), Mme. Charles Cahier (Waltraute) und Marie Gutheil-Schoder (Gutrune). Wagners Bühnenweihfestspiel war ebenfalls mit Mayr (als Gurnemanz), Mildenburg (Kundry), Schmedes (Parsifal) und Weidemann (als Klingsor) besetzt.
Im Jahre 1909 setzte er durch, dass in den Programmen der Hofoper auch die Namen von Spielleiter und Dirigent genannt wurden. Im Haus am Ring inszenierte er auch Puccinis Tosca, Lortzings Zar und Zimmermann, Wagners Tannhäuser sowie den Rosenkavalier von Hugo von Hofmannsthal und Richard Strauss. Wymetal war auch „dramatischer Berater“ der Sängerin Maria Jeritza. Von 1917 bis 1920 unterrichtete er an der Wiener Musikakademie. In der Spielzeit 1921/22 fungierte er als künstlerischer Direktor des Hamburger Stadttheaters, der heutigen Staatsoper.
Wymetal war mehrfach verheiratet. Am 28. Mai 1890 heiratete er in Wien Franziska Rosenmayer, mit der er zwei Söhne hatte: 
- Wilhelm Ritter von Wymetal (18. April 1890 in Wien[3] – 7. November 1970 in Wynnewood, Pennsylvania/USA), Choreograph und Regisseur, der an der New Yorker Met, in Philadelphia und Pittsburgh sowie in Hollywood arbeitete.
- Erich Ritter von Wymetal (1892–1966) wurde zunächst Dragoner-Offizier, versuchte sich dann als Schauspieler und wurde schließlich ebenfalls Opernregisseur, ab 1937 ebenfalls an der Wiener Staatsoper. Am 15. Januar 1936 heiratete er Barbara Panagl.[1]

## Namensgleichheit
Es besteht – neben dem bereits erwähnten Sohn Wilhelm – Verwechslungsmöglichkeit mit zwei weiteren Personen: 
Sein Cousin (sie teilen die Großeltern Franz Wymetal und Anna geb. Kainsky): Wilhelm Ritter von Wymetal (17. Dezember 1878 in Wien – 4. September 1929 in Wien), Journalist, Gründer des Ansorge-Vereins, Leiter der Kunst- und Bildungsstelle der Großdeutschen Partei
Sowie (mit unklaren Verwandtschaftsverhältnissen):
- Wilhelm von Wymetal (27. Dezember 1838 in Wien – 4. Januar 1896 in München), Jurist und Schriftsteller (Pseudonym W. Wyl)

## Publikation
- Wilhelm Wymetal: Marie Jeritza. Wiener Literarische Anstalt, Wien 1922 (Reihe: Die Wiedergabe).

## Quelle
- Christian Fastl: Wymetal, Familie. In: Oesterreichisches Musiklexikon. Online-Ausgabe, Wien 2002 ff., ISBN 3-7001-3077-5; Druckausgabe: Band 5, Verlag der Österreichischen Akademie der Wissenschaften, Wien 2006, ISBN 3-7001-3067-8. (Mit Kurzbiographien von Wilhelm Ritter von Wymetal und seiner Söhne Wilhelm und Erich.)